# Jeanne Bournaud
Jeanne Bournaud, née le 7 juin 1981, est une comédienne française.

## Biographie
Originaire de Boulogne-Billancourt, elle a grandi à Saint-Amand-Montrond dans le Cher.
Sa langue maternelle est l'allemand, sa mère étant originaire de la province autonome de Bolzano en Italie. Elle est diplômée d’une école de commerce (IPAG Business School). Elle suit ensuite les cours de musique de l'école ATLA, et des cours de théâtre de l'Atelier Blanche Salant & Paul Weaver, de Susan Batson, Jack Waltzer, Jordan Beswick et John Strasberg (à Paris et à New York).

## Filmographie

### Télévision
- 2007 : Femmes de loi : Speed Dating
- 2008 : Avocats & associés
- 2009 : Les Petits Meurtres d'Agatha Christie saison 1, épisode Les Meurtres ABC :  Sophie
- 2009 : La Belle Vie : Laura
- 2009 : La vie est à nous : Candice
- 2009 : Les Bleus : Premiers pas dans la police : Vanessa Dumay, journaliste
- 2009 : Paris 16e : Aude Campos
- 2010 : Tango : Bad dog de Philippe Venault : Valérie
- 2010 : Avocats et Associés : Stéphanie Massoulier
- 2010 : Clem : Gisèle
- 2011 : Week-end chez les toquées : Pauline
- 2012 : Ainsi soient-ils : Claire Boddet
- 2013 : Tunnel : Hélène
- 2013 : Lazy Company : Louise
- 2013 : Lanester de Franck Mancuso : Carla Gomez
- 2013 : Tango : Le coup du lapin de Nicolas Herdt : Valérie
- 2014 : In America : Véronique Cap
- 2014 : Duel au soleil (saison 1) : procureure Lise Darcourt
- 2015 : Les Petits Meurtres d'Agatha Christie saison 2, épisode Mademoiselle McGinty est morte : Hélène Schmit
- 2015 : La F.R.A.T (saison 1) pour Canalplay : Lone
- 2015 : Duel au soleil (saison 2) : procureure Lise Darcourt
- 2016 : La Loi d'Alexandre : Maître Laurence Velle
- 2016 : Lanester : 2e épisode (France 2)
- 2016 : Marjorie
- 2016 : Innocente de Lionel Bailliu : Inès Ortiz
- 2017 : Fais pas ci, fais pas ça (saison 9, épisode 1) : journaliste d'Elle
- 2018 : Qu'est-ce qu'on attend pour être heureux ?, série d'Anne Giafferi et Marie-Hélène Copti : Séverine
- 2019 : Amours à mort (collection Meurtres à...) d'Olivier Barma : Laure Thouvenin
- 2019 : Prise au piège de Karim Ouaret : Valérie Cayatte
- 2020 : Avis de Tempête de Bruno Garcia : Ludivine "Lulu"
- 2022 : Week-end Family (série télévisée Disney+) : Marie-Ange
- 2022 : Le Voyageur, épisode Le Roi nu : Andréa
- 2022 : La Malédiction du lys de Philippe Niang : Daphné Moulinas
- 2023 : Noël… et plus si affinités, téléfilm de Gilles Paquet-Brenner : Florence
- 2024 : Le négociateur d'Arnauld Mercadier : Hélène Bannier
- 2024 : Brigade du fleuve de Bénédicte Delmas : Lucie
- 2025 : La Manière forte de Vincent Primault : Charline Huygues
- 2025 : Apparences d'Émilie Grandperret : Ambre Stépanian

### Cinéma
- 2009 : Duty Calls (court métrage) : Eliza
- 2010 : Comme les cinq doigts de la main d'Alexandre Arcady : Olivia
- 2010 : Mais qui a re-tué Pamela Rose ? De Kad Merad et Olivier Baroux
- 2011 : Forces spéciales de Stéphane Rybojad : Alex
- 2011 : Tied to a Chair de Michael Bergman
- 2012 : Le Diable dans la peau de Gilles Martinerie : l'institutrice
- 2012 : Comme un chef de Daniel Cohen
- 2012 : La Vérité si je mens ! 3 de Thomas Gilou: Jennifer
- 2016 : Braqueurs de Julien Leclercq : Marion
- 2019 : Jusqu'ici tout va bien de Mohamed Hamidi : Nathalie
- 2019 : Toute ressemblance... de Michel Denisot : Florence d'Artois
- 2020 : Bronx d'Olivier Marchal : Hélène Litvak
- 2022 : Le Nouveau Jouet de James Huth : Présentatrice JT
- 2023 : Coup de chance de Woody Allen : Linda

### Réalisation
- 2017 : Pia, court métrage

### Publicités
- SFR, Schweppes, Jean Paul Gaultier, Ubisoft, Revlon

## Récompenses et distinctions
- Festival de Voiron 2018 : Prix du scénario pour Pia[3]